# Yuji Hironaga
Yuji Hironaga (født 25. juli 1975) er en japansk fodboldspiller. Han var en del af den japanske trup ved Sommer-OL 1996.